# 哥倫布鎮區 (密蘇里州約翰遜縣)
哥倫布鎮區（英語：Columbus Township）是位於美國密蘇里州約翰遜縣的一個行政鎮區。

## 地方資料
哥倫布鎮區的面積為108.65平方千米，當中陸地面積為108.37平方千米，而水域面積為0.28平方千米。根據2020年美國人口普查的數據，當地共有人口1207人，而人口密度為每平方千米11.11人。